# 硼氢化铪
硼氢化铪是一种无机化合物，分子式为Hf(BH4)4，是一种低熔点的易挥发的固体。

## 物理性质
硼氢化铪有低熔点和低沸点，熔化热为3.4kcal/mol，是易挥发的白色单晶结构的固体，室温下在真空易升华。

## 化学性质
硼氢化铪在350℃以下和氨气反应可以得到二硼化铪（HfB2）。

## 制备
硼氢化铪可以通过下法制备：
{\displaystyle {\ce {4LiBH4 +HfCl4-> Hf(BH4)4 + 4LiCl}}}